# 南知多町立山海小学校
南知多町立山海小学校（みなみちたちょうりつ やまみしょうがっこう）は、かつて愛知県知多郡南知多町大字山海字後田にあった町立小学校。
児童数の減少にともない2009年3月をもって閉校し、同年4月1日南知多町立内海小学校に統合された。
2008年4月1日現在の児童数は48名だった。

## 沿革
- 1872年（明治5年） - 久村郷校として創立[1]。
- 1873年（明治6年） - 瑞邦小学校と改称する。
- 1886年（明治19年） - 山海尋常小学校と改称する。
- 1906年（明治39年） - 内海町立山海小学校と改称する。
- 1909年（明治42年） - 内海第二尋常小学校と改称する。
- 1940年（昭和15年） - 内海町立山海国民学校と改称する。
- 1947年（昭和22年） - 内海町立山海小学校と改称する。
- 1961年（昭和36年） - 南知多町立山海小学校と改称する。
- 1970年（昭和45年） - 第18回東海3県図書館コンクールの最優秀賞を受賞。
- 2009年（平成21年）2月21日 - 閉校記念行事として「ありがとう さようなら 山海小」が開催された。
- 2009年（平成21年）3月 - 閉校。

## 周辺
- あいち知多農業協同組合山海支店
- 山海海水浴場
- 荒熊神社